# Dutch Futures 2009

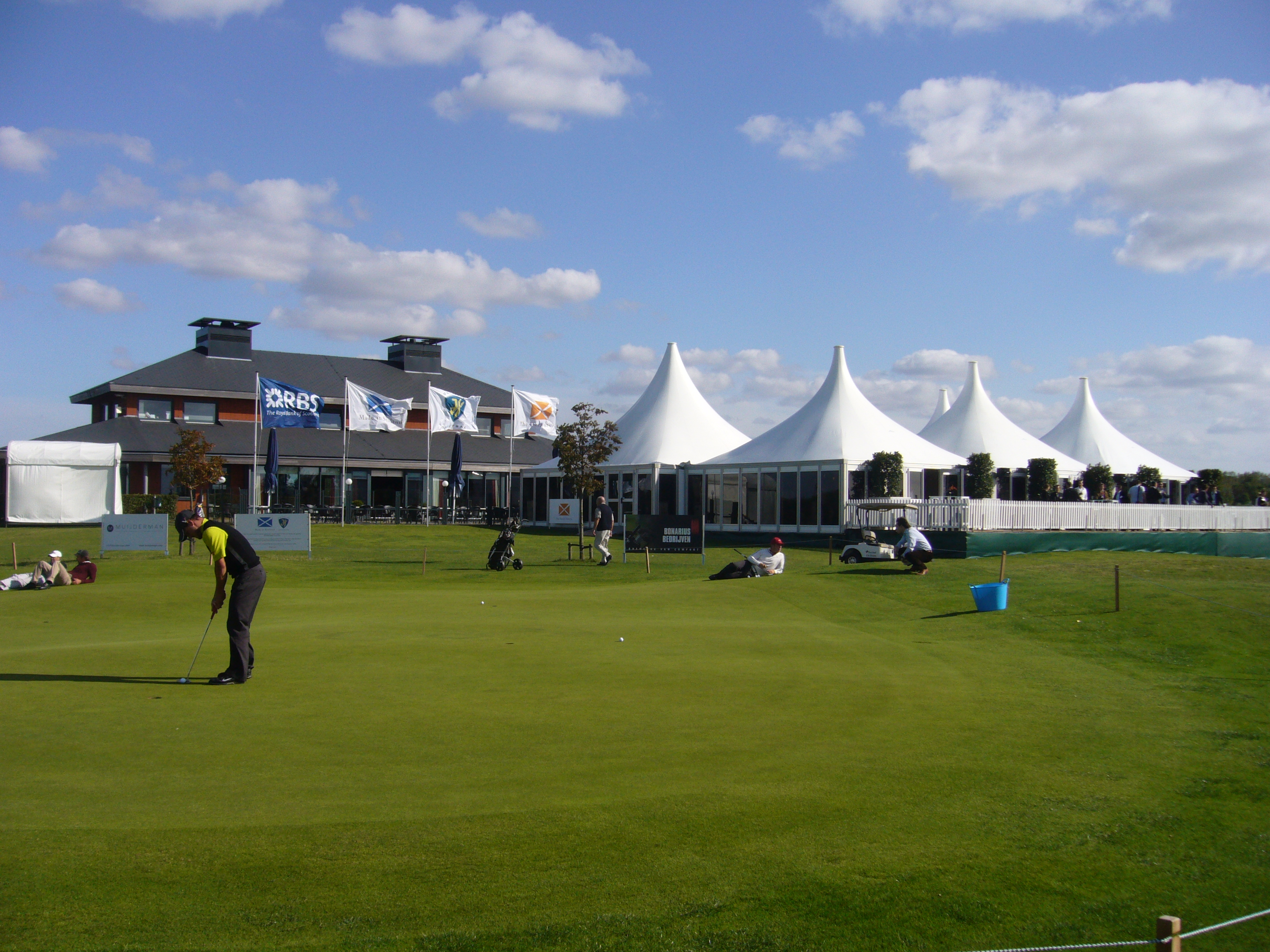
Clubhuis en VIP tent

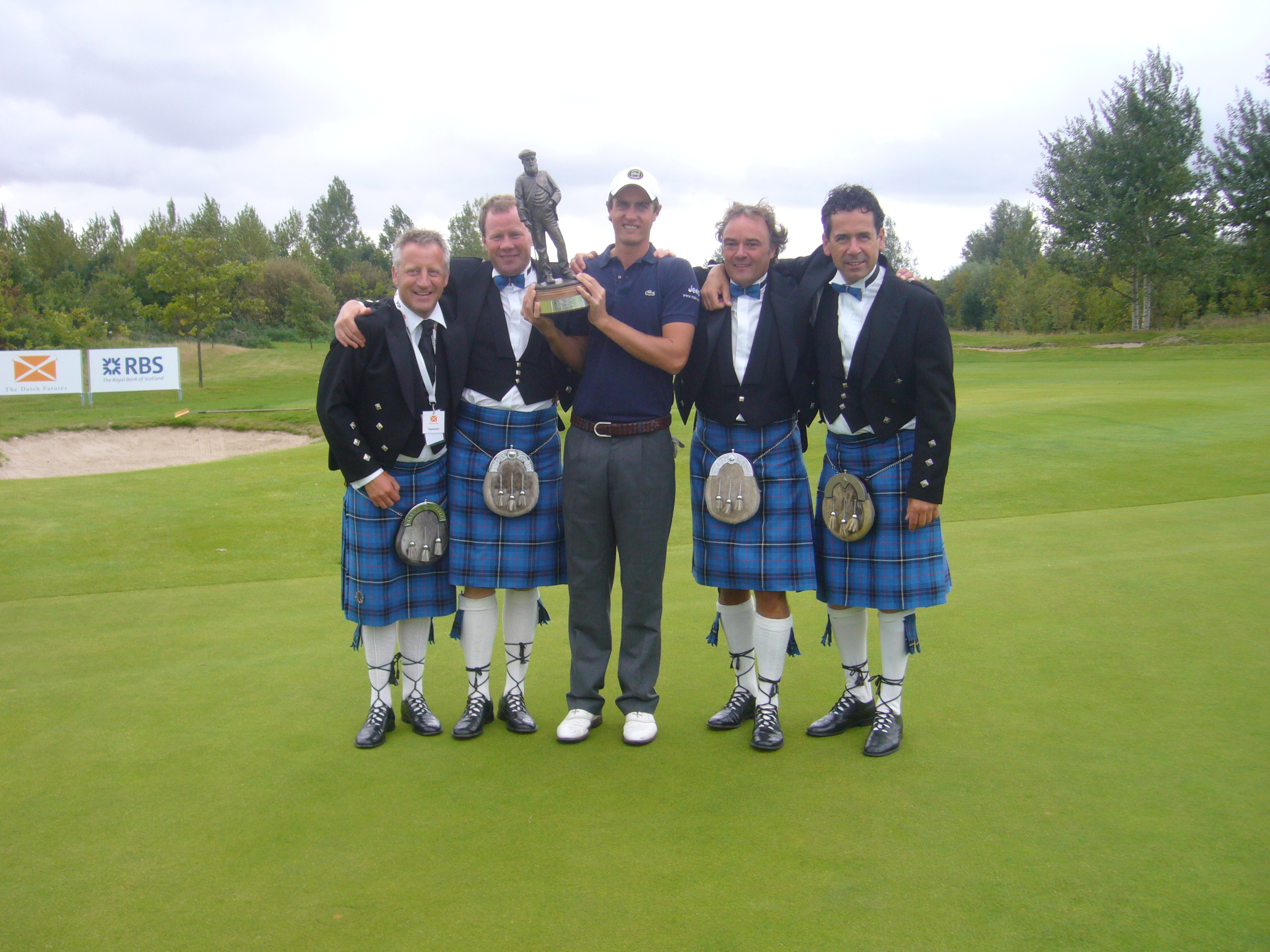
V.l.n.r. David Burnside, Jonas Saxton, Nicolas Colsaerts met Old Tom Morris, Mauk de Booy en Alan Saddington.

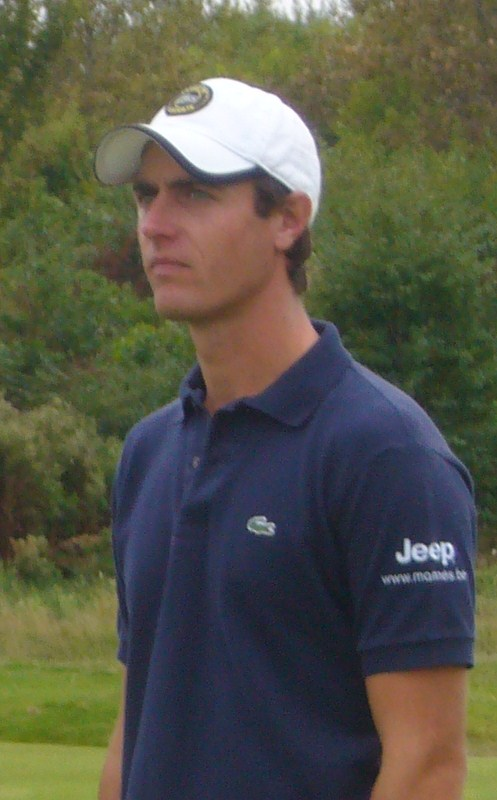
Winnaar Nicolas Colsaerts

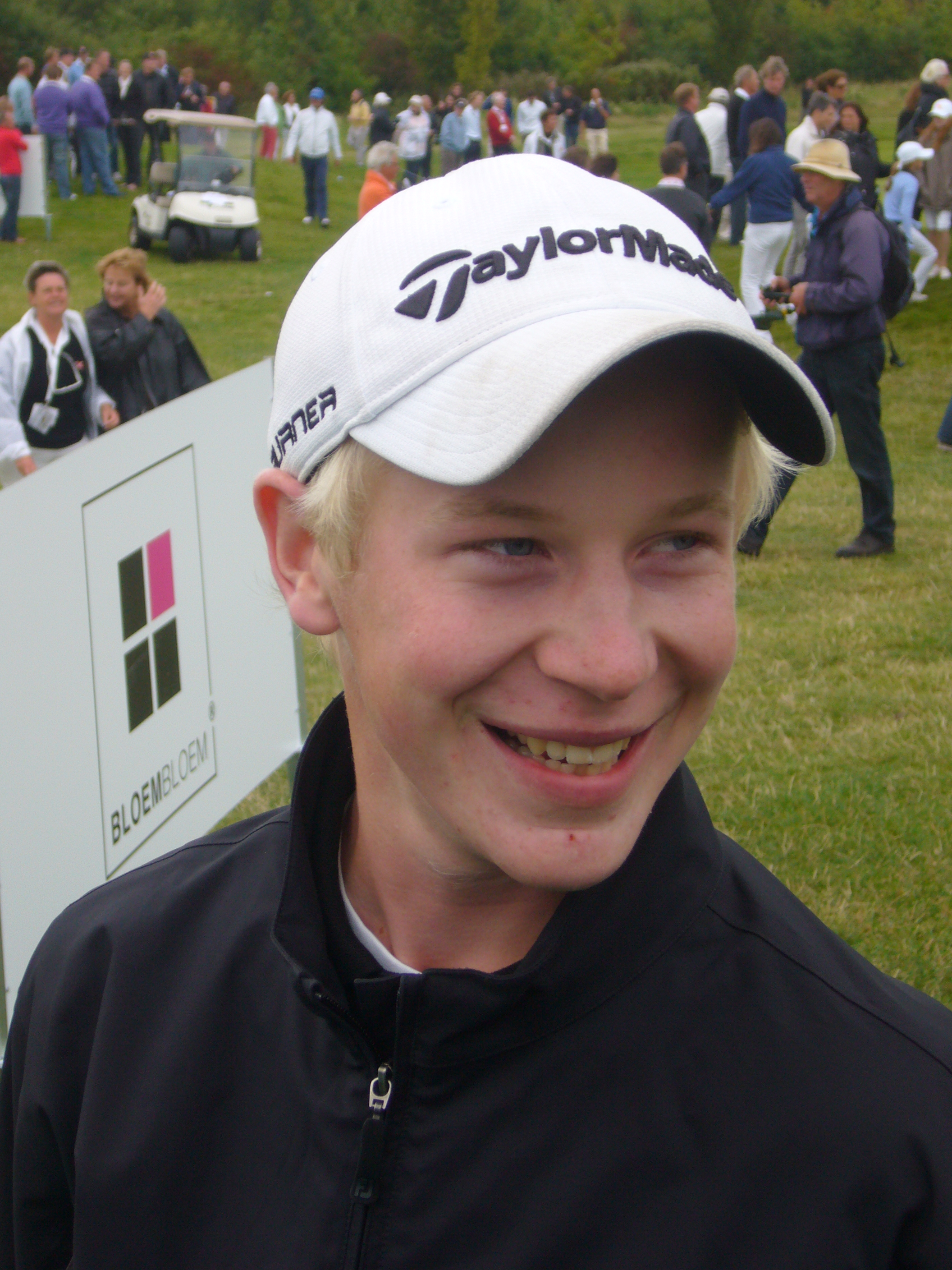
De beste amateur, Willem Vork

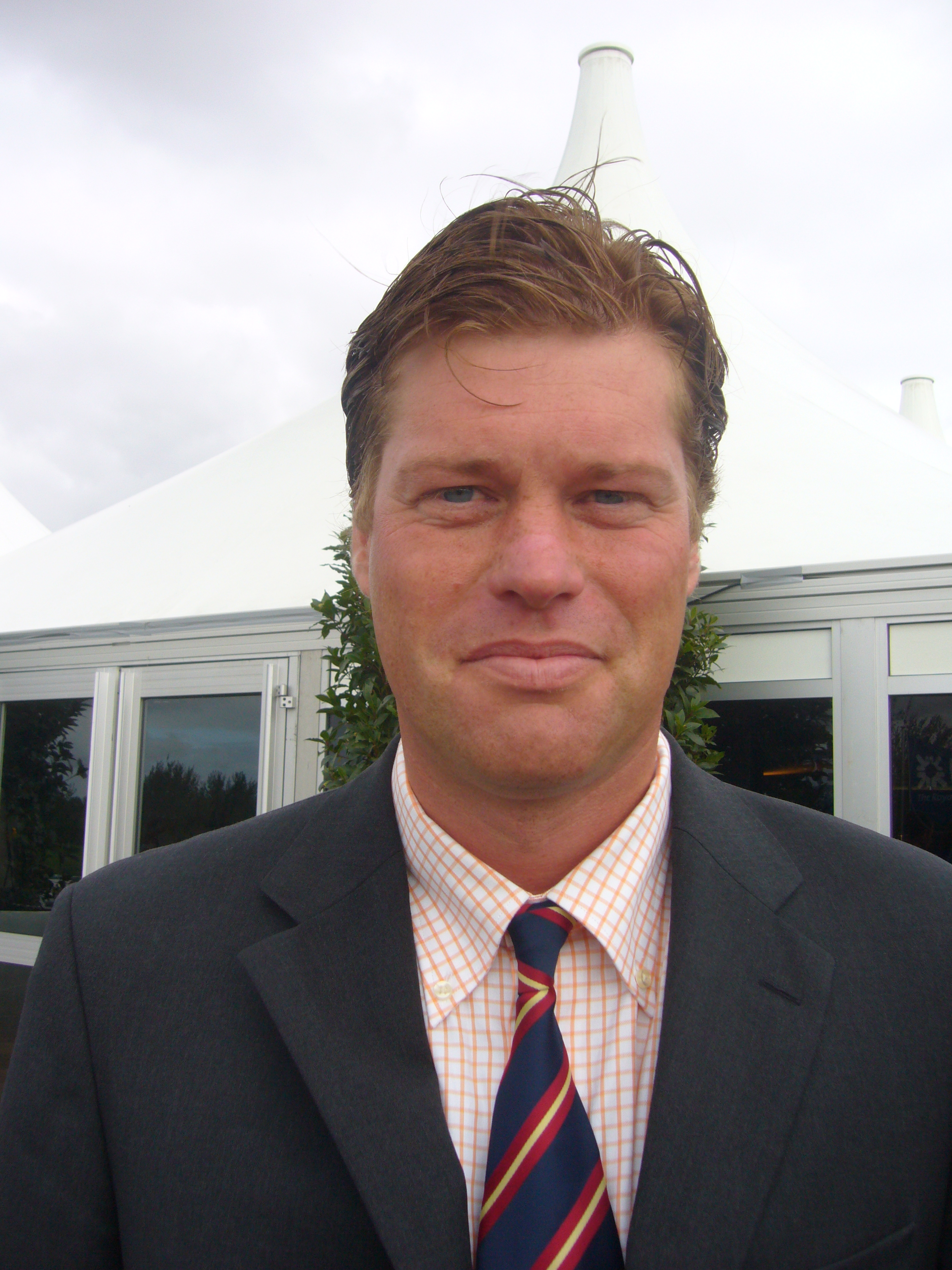
Toernooidirecteur Niels Boysen

Het Dutch Challenge Open 2009 wordt voor de derde keer op Golfclub Houtrak georganiseerd. De officiële naam is RBS Dutch Futures, want dit jaar is de Royal Bank of Scotland de hoofdsponsor. De organisatie is in handen van 'Made in Scotland. Niels Boysen is toernooidirecteur.
De Challenge Tour heeft dit jaar 24 toernooien, zes daarvan worden na de Dutch Futures gespeeld.

## Samenvattingen

### Donderdag 10 september
De Engelse speler Ben Mason heeft een eagle en zes birdies gemaakt en de leiding genomen met −7. Daarna komen er vijf spelers met −5, waaronder John Boerdonk en amateur Willem Vork. In deze groep zit ook Edoardo Molinari, die bij de European Masters eerder deze maand 14de werd en daarmee zekerheid kreeg dat hij volgend jaar een tourkaart voor de Europese PGA Tour heeft. Bij de groep van 16 spelers die op −3 staan, bevindt zich de Belg Nicolas Colsaerts. Er zijn dus veel mooie scores binnengekomen en de kopgroep is dicht bij elkaar.

### Vrijdag 11 september
- 14:00: uur Andrew Butterfield staat na de ochtendronde met −9 aan de leiding, gevolgd door Carl Suneson en Christophe Brazilier op −8. Ben Mason is vanochtend terug naar −6 gezakt. Rolf Muntz heeft 74-71 gemaakt en zal waarschijnlijk de cut missen. Boerdonck is net de baan in en staat na drie holes +2. Swane is met 72-71 binnen, en zal de cut waarschijnlijk wel halen.
- 16:30 uur: Nicolas Colsaerts is mooi begonnen en heeft na negen holes −5 op zijn scorekaart staan voor een totaal van −8, een gedeelde tweede plaats. Boerdonck heeft zijn dag niet, hij heeft in twaalf holes zes bogeys gemaakt, en heeft nog maar zes holes te spelen. Willem Vork heeft −1 binnengebracht en staat als beste Nederlander totaal nu −5. Het lijkt er nog steeds op dat de cut 143 zal zijn.
- 19:00 uur: Nicolas Colsaerts is ook op −9 geëindigd en deelt de leiding nu met Andrew Butterfield. Beiden hebben eerder dit seizoen een toernooi op de Challenge Tour gewonnen, Colsaerts won de SK Finnish Challenge en Butterfield won 'The Princess' in Zweden. Ook op de ranking staan ze naast elkaar, Colsaerts op de 14de en Butterfield op de 15de plaats.

Er staan drie spelers op −8: Carl Suneson, Christophe Brazillier en Ben Mason. Er zijn nog een aantal spelers in de baan, maar die kunnen deze score niet meer halen. Drie Belgen hebben de cut gehaald: Colsaerts, Gresse en Richard. Ook drie Nederlanders staan nog op de lijst: Willem Vork, Wil Besseling en Robin Swane.

### Zaterdag 12 september
- 12:00 uur: Bijna alle spelers zijn de baan in. Van de 36 spelers die nu rondlopen hebben 22 nog geen score onder par, de andere staan allen op −1 en −2. Swane en Besseling staan tot nu toe −1 en zijn wat plaatsen gestegen. Gresse staat na 9 holes +1 en is wat gezakt.
- 14:30 uur: De eerste spelers zijn binnen. Swane en Gresse hebben −1 gemaakt en Richard −2. Sion E. Bebb stond op −4 en maakt met een dagscore van −4 een sprong naar voorlopig de gedeeld 8ste plaats. Edoardo Molinari heeft drie birdies in de eerste 9 holes gemaakt en staat met een totaal van −10 nu op de tweede plaats samen met Colsaerts. Butterfield heeft één slag voorsprong op hen.
- 17:00 uur: Besseling maakt een triple bogey op hole 17 en eindigt op +3. Colsaerts staat met −13 aan de leiding, op −12 staat Molinari, en op −11 staan Butterfield en Andrew McArthur, die een ronde van 66 heeft gemaakt. Er zijn nog twaalf spelers in de baan.
- 18:00 uur: Iedereen is binnen. Colsaerts heeft −5 gemaakt en staat alleen aan de leiding met −14. Molinari heeft −13. Butterfield, Suneson en McArthur staan op −11. Deze spelers starten morgen iets na 12 uur.

### Zondag 13 september
- 11:00 uur: Van alle spelers die dit weekend spelen, staan er na gisteren slechts acht spelers op par of daarboven. Er zijn wat windvlagen en het is maar 15 graden. Ruim de helft van de spelers is al in de baan. Juan Abbate, die gisteren een uitschieter van 79 maakte, staat na 15 holes op −5, Matthew Zions na negen holes ook. Besseling staat na negen holes op −1, Swane speelt de eerste zes holes par.
- 14:00 uur: Colsaerts staat aan de leiding met −14. Gary Boyd volgt hem nu op −13. Molinaro en Buterfield staan op −12 en Tilney en Quesne hebben zich bij hen gevoegd.
- 16:15 uur: Colsaert heeft gewonnen met −17, en daarmee ook zeker gesteld dat hij een tourkaart heeft voor de Europese Tour van 2010. De vier oprichters van Made in Scotland komen, gekleed in Schotse kilts en begeleid door Schotse muziek, naar de 18de green om de winnaar het beeld van Old Tom Morris te overhandigen. Hij mag even met de trofee op de foto, maar deze blijft daarna op Houtrak voor volgend jaar. Willem Vonk eindigt als beste Nederlander op de gedeelde 15de plaats met een score van −8 en krijgt een iPhone.

### Stand van de Nederlandse en Belgische spelers
| Speler            | Na ronde 2    | Plaats | Na ronde 3      | Plaats | Na ronde 4      | Plaats |
| ----------------- | ------------- | ------ | --------------- | ------ | --------------- | ------ |
| Nicolas Colsaerts | 69-66=135= −9 | T1     | 135-67=202= −14 | 1      | 202-69=271= −17 | 1      |
| Willem Vork (A)   | 68-71=139= −5 | T 12   | 139-72=211= −5  | T 18   | 211-69=280= −8  | T 15   |
| Wil Besseling     | 72-69=141= −3 | T 29   | 141-75=216= par | T 54   | 216-70=286= −2  | T 45   |
| Laurent Richard   | 72-71=143= −1 | T 51   | 143-70=213= −3  | T 33   | 213-72=285= −3  | T 36   |
| Gerald Gresse     | 72-71=143= −1 | T 51   | 143-71=214= −2  | T 40   | 214-74=288= par | T 58   |
| Robin Swane       | 72-71=143= −1 | T 51   | 143-71=214= −2  | T 40   | 214-70=284= −4  | T 30   |

- T = Tie = gedeelde plaats

## Baaninformatie
De baan heeft een par van 72 en heeft een totale lengte van 6411 meter / 7013 yards.
| Hole | Par | Meter |  | Hole | Par | Meter |
| ---- | --- | ----- |  | ---- | --- | ----- |
| 1    | 4   | 360   |  | 10   | 4   | 380   |
| 2    | 5   | 490   |  | 11   | 3   | 163   |
| 3    | 4   | 381   |  | 12   | 4   | 364   |
| 4    | 4   | 392   |  | 13   | 5   | 476   |
| 5    | 3   | 179   |  | 14   | 3   | 135   |
| 6    | 4   | 389   |  | 15   | 4   | 406   |
| 7    | 3   | 187   |  | 16   | 4   | 337   |
| 8    | 5   | 482   |  | 17   | 4   | 408   |
| 9    | 4   | 400   |  | 18   | 5   | 482   |

## Deelnemers
Het is een sterk veld. Zestien van de achttien spelers die eerder dit jaar wonnen, zijn aanwezig. Na de eerste ronde staan 53 van de 144 spelers onder par.
| - Juan Abbate - Pablo Acuna - Antti Ahokas - Benjamin Alvarado - Fredrik Andersson Hed - Sion E. Bebb - Adrien Bernadet - John Blanks - Liam Bond - André Bossert - Gary Boyd *) - Christophe Brazillier - Andrew Butterfield *) - Jonathan Caldwell - François Calmels *) - Emanuele Canonica - Clodomiro Carranza - Robert Coles *) 2× - Frederico Colombo - Javier Colomo - Matthew Cort - Marco Crespi - Tiago Cruz - Matthew Cryer - Rhys Davies *) 2× - Stuart Davis - Matteo Delpodio - Jack Doherty - Tim Dykes - Ben Evans - Thomas Feyrsinger - Oscar Floren - Lorenzo Gagli - Chris Gane - Adam Gee - Philip Golding - Joonas Granberg | - Anthony Grenier - David Griffith - Julien Grillon - Christoph Günther *) - Mark F Haastrup - Benjamin Hebert - Scott Henry - Marcus Higley - Gary Houston - Andreas Högberg - Louis de Jager - Lee S James *) - Scott Jameson - Steven Jeppesen - Kasper Linnet Jorgensen - Roope Kakko - Alexandre Kaleka *) - Farren Keenan - Lloyd Kennedy - Mikko Korhonen - Tommi Laitto - Jan-Are Larsen - José-Filipe Lima - Stuart Manley - Andrew Marshall - Ben Mason - Andrew McArthur - Richard McEvoy - Michael McGeady - Jamie McLeary *) - Nicolas Meitinger - Benjamin Marka - Matthew Mills - Edoardo Molinari *) - Gregory Molteni - Louis Moolman - Colin Moriarty | - James Morrison - Jamie Moul - George Murray - Dominique Nouailhac - Jacob Olesen - Gareth Paddison - Ben Parker - John Parry - Andres Perrino - Björn Pettersson - Mark Pilkington - Florian Praegant - Iain Pyman - Julien Quesne *) - Eric Ramsay *) - Michele Reale - Victor Riu - Simon Robinson - Carlos Rodiles - Charles-Edoard Russo - Lloyd Saltman - Ricardo Santos - Zane Scotland - Gareth Shaw - Charlie Simpson - Joel Sjöholm - Nathhan Smith - Peter Smith - Anthony Snobeck - Roland Steiner - Kyron Sullivan - Carl Suneson - Andrew Tampion - Steven Tiley - Richard Treis - Mark Tullo - Alan Wagner *) | - Johan Wahlquist - Tino Weiss - Peter Whiteford - Tom Whitehouse - Martin Wiegele - Bernd Wiesberger - Andrew Willey - Julio Zapata - Mattew Zions Nederlandse professionals - Wil Besseling - John Boerdonk MC - Sander van Duijn MC - Richard Eccles MC - Richard Kind MC - Niels Kraaij MC - Rolf Muntz MC - Reinier Saxton MC - Robin Swane - Floris de Vries MC - Ruben Wechgelaer MC Nederlandse amateurs - Frank van Hoof MC - Daan Huizing MC - Tim Sluiter MC - Willem Vork - Jules de Vries MC Belgische professionals - Nicolas Colsaerts *) - Gerald Gresse - Jean Relecom MC - Laurent Richard - Jérôme Theunis MC - Nicolas Vanhootegem MC Belgische amateurs - Frederic de Vooght MC |

.*) = winnaar eerder dit jaar
 MC = Missed Cut

Frank van Hoof mocht meedoen omdat hij de Order of Merit van de Van Lanschot Amateur Tour had gewonnen.